# Óxido de antimonio(III)
El óxido de antimonio(III) (Sb2O3), otras denominaciones de este compuesto se refieren a: sesquióxido de antimonio, trióxido de antimonio, blanco de antimonio, flores de antimonio. Se trata de un polvo fino con propiedades que retardan la combustión en el caso de materiales plásticos y telas. Actúa como agente inhibidor de burbujas en el vidrio. Se emplea el compuesto en la elaboración de algunos tintes.

## Precauciones
Se trata de un compuesto no combustible. En caso de existir un incendio en el que se encuentre presente se desprende humo (o gases) que son tóxicos e irritantes, para sofocar el incendio se puede emplear cualquier medio extintor.
No conviene distribuir el polvo por los lugares cerrados, ya que suele irritar la piel y los ojos (Además de poseer la capacidad de ser absorbida por inhalación). en ningún caso conviene fumar cuando se manipula esta sustancia.

### Ecología
El óxido de antimonio(III) es considerado desde el punto de vista ecológico como una sustancia muy tóxica para los organismos acuáticos (peces). Se debe tener en cuenta que es una sustancia que puede producir bioacumulación en crustáceos. Se debe evitar el contacto o incorporación de este producto químico en el ambiente natural.

## Usos
Retardante de flama, catalizador para fibras plásticas, pigmentos, fritas cerámicas y ciertos minerales, para construir.